# Wadih El Safi
Wadih El Safi (1921 - 11. oktober 2013) var en libanesisk sanger. Han begyndte at synge som 16-årig og har udgav over 50 albums. Debutalbummet Watan El Huria var inspireret af den krig, der hærgede hans hjemland. Da han hørte, at israelerne trak sig ud af Libanon udgav han albummet الستقلال (da.: Vi er fri).

## Diskografi
- Best of Wadi – Vol. 1 (EMI, 1999)
- Best of Wadi – Vol. 2
- Best of Wadi – Vol. 3
- Inta Omri (2000)
- The Two Tenors: Wadih El Safi Aad Sabah Fakhri (Ark 21, 2000)
- Wadih El-Safi and José Fernandez (Elef Records)
- Wetdallou Bkheir
- Rouh ya zaman al madi atfal qana
- Chante Le Liban
- Wadi El Safi / Legends Of The 20th Century
- Mersal El Hawa
- Mahrajan Al Anwar
- Youghani Loubnan
- Ajmal El Aghani